# 1960. évi nyári olimpiai játékok
Az 1960. évi nyári olimpiai játékokat, hivatalos nevén a XVII. nyári olimpiai játékokat 1960. augusztus 25. és szeptember 11. között rendezték meg az olaszországi Rómában.
Az olasz fővárost 1955. június 15-én választotta ki a Nemzetközi Olimpiai Bizottság hét pályázó közül. A játékok történetében Róma egyszer már kapott rendezési jogot, azonban az 1908. évi nyári olimpiai játékok előtt a Vezúv kitörése miatt keletkezett károk helyreállítása miatt lemondott róla, és azt az olimpiát végül Londonban rendezték meg.
Bámulatos történelmi díszletek alkották a versenyek hátterét: a tornászok Caracalla i. e. 200 körül épült fürdőjében, a birkózók a Maxentius-bazilikában küzdöttek, a maratonfutás céljának pedig Constantinus diadalíve szolgált.
A részt vevő nemzetek és sportolók száma jelentősen felülmúlta az előző olimpiát: nyolcvanhárom ország ötezer-háromszázharmincnyolc sportolója vett részt a versenyeken.

## Érdekességek
- A játékokra XXIII. János pápa személyesen adta áldását.
- Rendkívüli jelentőségű az olimpiai mozgalom későbbi fejlesztéséhez szükséges források szempontjából a tévéközvetítések nyitánya.
- Ez volt a hatodik olimpia, amelyen részt vett Gerevich Aladár, magyar kardvívó. Az 1932. évi nyári olimpián szerepelt először, és ettől kezdve 1960-ig minden olimpián tagja volt a bajnokságot nyerő magyar kardcsapatnak. 1948-ban, Londonban megnyerte az egyéni kardvívást is, így hét aranyérmével máig a legeredményesebb magyar olimpikon.
- Rómában egymást követően hetedik alkalommal lett olimpiai bajnok a magyar kardcsapat.
- A dán Paul Elvstrøm Rómában negyedszer egymás után nyert egyéni olimpiai bajnokságot vitorlázásban. Az olimpiák történetében rajta kívül csak Al Oerter, Carl Lewis, Michael Phelps és Icsó Kaori, illetve Ray Ewry (amennyiben beleszámítjuk az 1906-os időközi olimpiai játékok eredményeit is) tudott négyszer egymás után ugyanabban az egyéni versenyszámban bajnoki címet nyerni.
- Wilma Rudolph, az olimpia legeredményesebb női atlétája három aranyérmet nyert.
- Az atlétikaversenyeken nyolc új világrekord született, a legimponálóbb győzelem az ausztrál Herb Elliott-é volt, aki saját világcsúcsát megdöntve fölényesen nyerte az 1500 méteres síkfutást.
- Az afrikai földrész egyre több országa szabadult fel a gyarmatosítás alól. A maratoni futást az addig teljesen ismeretlen Abebe Bikila nyerte, az etióp válogatott futója, Hailé Szelasszié császár testőre. Abebe Bikila a következő olimpián megvédte bajnoki címét.
- Az 5000 méteres síkfutást – az olimpiák történetében először – nem európai futó nyerte.
- Az úszóversenyeken hét új világcsúcs született. A brit színekben versenyző tizenkilenc éves Anita Lonsbrough 200 méteres mellúszásban – a világon első nőként – két perc ötven másodperces időn belül úszott. Az Egyesült Államok úszói mind a négy váltószámot világcsúccsal nyerték.
- Az ökölvívás félnehézsúlyú bajnoka, Cassius Marcellus Clay később Muhammad Ali néven a profi ökölvívás egyik legismertebb egyénisége lett.
- A svéd kajakozó, Gert Fredriksson harmadik olimpiáján vett részt és hatodik aranyérmét nyerte.
- A szovjet súlyemelő, Jurij Vlaszov húsz kilogrammot javított a nehézsúly 1955 óta fennálló összetett világcsúcsán.
- Gyeplabdában az előző hat olimpián bajnokságot nyert India a döntőben vereséget szenvedett Pakisztántól.

## Részt vevő nemzetek
Az először részt vevő nemzetek vastagítással kiemeltek.
- Afganisztán (AFG) (12 – 12 férfi)
- Argentína (ARG) (92 – 91 férfi, 1 nő)
- Ausztrália (AUS) (189 – 160 férfi, 29 nő)
- Ausztria (AUT) (103 – 82 férfi, 21 nő)
- Bahama-szigetek (BAH) (13 – 13 férfi)
- Belgium (BEL) (101 – 93 férfi, 8 nő)
- Bermuda (BER) (9 – 9 férfi)
- Brazília (BRA) (71 – 70 férfi, 1 nő)
- Brit Guyana (GUY) (5 – 4 férfi, 1 nő)
- Brit Nyugat-India (BWI) (13 – 13 férfi)
- Bulgária (BUL) (98 – 89 férfi, 9 nő)
- Burma (BIR) (10 – 10 férfi)
- Ceylon (CEY) (5 – 5 férfi)
- Chile (CHI) (9 – 8 férfi, 1 nő)
- Csehszlovákia (TCH) (116 – 99 férfi, 17 nő)
- Dánia (DEN) (100 – 88 férfi, 12 nő)
- Dél-afrikai Unió (RSA) (55 – 53 férfi, 2 nő)
- Dél-Korea (KOR) (35 – 33 férfi, 2 nő)
- Egyesült Arab Köztársaság (RAU) (74 – 74 férfi)
- Egyesült Államok (USA) (292 – 241 férfi, 51 nő)
- Egyesült Német Csapat (EUA) (294 – 239 férfi, 55 nő)
- Etiópia (ETH) (10 – 10 férfi)
- Fidzsi-szigetek (FIJ) (2 – 2 férfi)
- Finnország (FIN) (117 – 107 férfi, 10 nő)
- Franciaország (FRA) (238 – 210 férfi, 28 nő)
- Fülöp-szigetek (PHI) (40 – 36 férfi, 4 nő)
- Ghána (GHA) (13 – 13 férfi)
- Görögország (GRE) (48 – 48 férfi)
- Haiti (HAI) (1 – 1 férfi)
- Hollandia (NED) (110 – 80 férfi, 30 nő)
- Holland Antillák (AHO) (5 – 5 férfi)
- Hongkong (HKG) (4 – 4 férfi)
- India (IND) (45 – 45 férfi)
- Indonézia (INA) (22 – 20 férfi, 2 nő)
- Irak (IRQ) (21 – 21 férfi)
- Irán (IRI) (23 – 23 férfi)
- Írország (IRL) (49 – 47 férfi, 2 nő)
- Izland (ISL) (9 – 8 férfi, 1 nő)
- Izrael (ISR) (23 – 17 férfi, 6 nő)
- Japán (JPN) (162 – 142 férfi, 20 nő)
- Jugoszlávia (YUG) (116 – 107 férfi, 9 nő)
- Kanada (CAN) (85 – 74 férfi, 11 nő)
- Kenya (KEN) (27 – 27 férfi)
- Kínai Köztársaság (RCF) (27 – 24 férfi, 3 nő)
- Kolumbia (COL) (16 – 16 férfi)
- Kuba (CUB) (12 – 9 férfi, 3 nő)
- Lengyelország (POL) (185 – 156 férfi, 29 nő)
- Libanon (LIB) (19 – 19 férfi)
- Libéria (LBR) (4 – 4 férfi)
- Liechtenstein (LIE) (5 – 5 férfi)
- Luxemburg (LUX) (52 – 47 férfi, 5 nő)
- Magyarország (HUN) (182 – 155 férfi, 27 nő)
- Malájföld (MAL) (9 – 9 férfi)
- Málta (MLT) (10 – 10 férfi)
- Marokkó (MAR) (47 – 47 férfi)
- Mexikó (MEX) (69 – 63 férfi, 6 nő)
- Monaco (MON) (11 – 11 férfi)
- Nagy-Britannia (GBR) (253 – 206 férfi, 47 nő)
- Nigéria (NGR) (12 – 12 férfi)
- Norvégia (NOR) (40 – 39 férfi, 1 nő)
- Olaszország (ITA) (280 – 246 férfi, 34 nő)
- Pakisztán (PAK) (44 – 44 férfi)
- Panama (PAN) (6 – 2 férfi, 4 nő)
- Peru (PER) (31 – 31 férfi)
- Portugália (POR) (65 – 60 férfi, 5 nő)
- Puerto Rico (PUR) (27 – 26 férfi, 1 nő)
- Rodézia (RHO) (14 – 9 férfi, 5 nő)
- Románia (ROU) (98 – 82 férfi, 16 nő)
- San Marino (SMR) (9 – 9 férfi)
- Spanyolország (ESP) (144 – 133 férfi, 11 nő)
- Svájc (SUI) (149 – 147 férfi, 2 nő)
- Svédország (SWE) (134 – 115 férfi, 19 nő)
- Szingapúr (SIN) (5 – 5 férfi)
- Szovjetunió (URS) (283 – 233 férfi, 50 nő)
- Szudán (SUD) (10 – 10 férfi)
- Thaiföld (THA) (20 – 20 férfi)
- Törökország (TUR) (49 – 46 férfi, 3 nő)
- Tunézia (TUN) (42 – 42 férfi)
- Uganda (UGA) (10 – 10 férfi)
- Új-Zéland (NZL) (37 – 33 férfi, 4 nő)
- Uruguay (URU) (34 – 34 férfi)
- Venezuela (VEN) (36 – 31 férfi, 5 nő)
- Vietnám (VIE) (3 – 3 férfi)

 Suriname (SUR) (?) egy atlétája a nemzeti zászlaja alatt részt vett a megnyitóünnepségen, de később nem indult a versenyszámában.

## Olimpiai versenyszámok
| Versenyszámok az 1960. évi nyári olimpiai játékokon |        |        |        |        |        |          |
| Sportág, szakág                                     | Egyéni | Egyéni | Csapat | Csapat | Csapat |          |
| Sportág, szakág                                     | férfi  | női    | férfi  | női    | vegyes | összesen |
| Atlétika                                            | 22     | 9      | 2      | 1      | 0      | 34       |
| Birkózás                                            | 16     | 0      | 0      | 0      | 0      | 16       |
| Evezés                                              | 1      | 0      | 6      | 0      | 0      | 7        |
| Gyeplabda                                           | 0      | 0      | 1      | 0      | 0      | 1        |
| Kajak-kenu                                          | 2      | 1      | 3      | 1      | 0      | 7        |
| Kerékpározás                                        | 3      | 0      | 3      | 0      | 0      | 6        |
| Kosárlabda                                          | 0      | 0      | 1      | 0      | 0      | 1        |
| Labdarúgás                                          | 0      | 0      | 1      | 0      | 0      | 1        |
| Lovaglás                                            | 3      | 0      | 2      | 0      | 0      | 5        |
| Műugrás                                             | 2      | 2      | 0      | 0      | 0      | 4        |
| Ökölvívás                                           | 10     | 0      | 0      | 0      | 0      | 10       |
| Öttusa                                              | 1      | 0      | 1      | 0      | 0      | 2        |
| Sportlövészet                                       | 6      | 0      | 0      | 0      | 0      | 6        |
| Súlyemelés                                          | 7      | 0      | 0      | 0      | 0      | 7        |
| Torna                                               | 7      | 5      | 1      | 1      | 0      | 14       |
| Úszás                                               | 6      | 5      | 2      | 2      | 0      | 15       |
| Vitorlázás                                          | 1      | 0      | 4      | 0      | 0      | 5        |
| Vívás                                               | 3      | 1      | 3      | 1      | 0      | 8        |
| Vízilabda                                           | 0      | 0      | 1      | 0      | 0      | 1        |
|                                                     |        |        |        |        |        |          |
| Összesen                                            | 90     | 23     | 31     | 6      | 0      | 150      |

## Éremtáblázat
| Az 1960. évi nyári olimpiai játékok éremtáblázatának első tíz helyezettje | Az 1960. évi nyári olimpiai játékok éremtáblázatának első tíz helyezettje | Az 1960. évi nyári olimpiai játékok éremtáblázatának első tíz helyezettje | Az 1960. évi nyári olimpiai játékok éremtáblázatának első tíz helyezettje | Az 1960. évi nyári olimpiai játékok éremtáblázatának első tíz helyezettje | Olimpia  |
| ------------------------------------------------------------------------- | ------------------------------------------------------------------------- | ------------------------------------------------------------------------- | ------------------------------------------------------------------------- | ------------------------------------------------------------------------- | -------- |
|                                                                           | Ország                                                                    | Arany                                                                     | Ezüst                                                                     | Bronz                                                                     | Összesen |
| 1.                                                                        | Szovjetunió (URS)                                                         | 43                                                                        | 29                                                                        | 31                                                                        | 103      |
| 2.                                                                        | Egyesült Államok (USA)                                                    | 34                                                                        | 21                                                                        | 16                                                                        | 71       |
| 3.                                                                        | Olaszország (ITA)                                                         | 13                                                                        | 10                                                                        | 13                                                                        | 36       |
| 4.                                                                        | Egyesült Német Csapat (EUA)                                               | 12                                                                        | 19                                                                        | 11                                                                        | 42       |
| 5.                                                                        | Ausztrália (AUS)                                                          | 8                                                                         | 8                                                                         | 6                                                                         | 22       |
| 6.                                                                        | Törökország (TUR)                                                         | 7                                                                         | 2                                                                         | 0                                                                         | 9        |
| 7.                                                                        | Magyarország (HUN)                                                        | 6                                                                         | 8                                                                         | 7                                                                         | 21       |
| 8.                                                                        | Japán (JPN)                                                               | 4                                                                         | 7                                                                         | 7                                                                         | 18       |
| 9.                                                                        | Lengyelország (POL)                                                       | 4                                                                         | 6                                                                         | 11                                                                        | 21       |
| 10.                                                                       | Csehszlovákia (TCH)                                                       | 3                                                                         | 2                                                                         | 3                                                                         | 8        |
|                                                                           |                                                                           |                                                                           |                                                                           |                                                                           |          |
| Összesen                                                                  | Összesen                                                                  | 152                                                                       | 149                                                                       | 160                                                                       | 461      |

## Magyar részvétel
Az olimpián Magyarországot 180 sportoló képviselte. A megnyitóünnepségen a magyar zászlót Simon János kosárlabdázó vitte. A részt vevő magyar sportolók névsorát lásd: Az 1960. évi nyári olimpia magyarországi résztvevőinek listája szócikkben.
Az 1956-os forradalom és szabadságharc utáni viszonyok nem kedveztek a magyarországi sport fejlődésének sem. A számos külföldre távozott sportoló és szakember hiánya még a római olimpián is éreztette hatását. A magyarországi sportolók ennek ellenére 21 érmet – 6 arany-, 8 ezüst- és 7 bronzérmet – nyertek.
A magyar sportolók 11 sportágban, illetve szakágban összesen 155 olimpiai pontot szereztek, ez 44 ponttal kevesebb, mint az előző nyári olimpián elért eredmény.
A magyar csapat szerepléséről részletesen lásd a Magyarország az 1960. évi nyári olimpiai játékokon szócikket.

## Közvetítések
A Magyar Rádió szokás szerint élő közvetítésekben számolt be a játékokról, a riporterek Szepesi György és Gulyás Gyula voltak.
A Magyar Televízió első alkalommal közvetített nyári olimpiáról. A helyszínre két fő utazott ki, Radnai János főszerkesztő és Vitray Tamás kommentátor. Rögzítéshez szükséges berendezkedéssel akkoriban még nem rendelkeztek, így az élő közvetítésekről nem maradtak fenn archív anyagok.